# Crocifissione bianca
La Crocifissione bianca è un dipinto del 1938 realizzato dall'artista russo di origine ebraica Marc Chagall. L'opera, un olio su tela, è una delle più significative e potenti del Novecento, affrontando temi di sofferenza, persecuzione e oppressione. Conservata attualmente all'Art Institute di Chicago, la Crocifissione bianca rappresenta una commistione tra la tradizione cristiana e quella ebraica, riflettendo la drammatica situazione storica del periodo, in particolare la violenza antisemita perpetrata dai nazisti .
La Crocifissione bianca di Marc Chagall è una delle opere più potenti e significative del XX secolo, che trasmette un messaggio di speranza e di denuncia contro la violenza e l'odio, temi che rimangono tragicamente attuali. La sua combinazione di simbolismo cristiano e ebraico e la sua capacità di raccontare le atrocità della guerra e dell'oppressione fanno di questo dipinto un capolavoro che continua a stimolare riflessioni profonde sul passato e sul futuro dell'umanità .

## Storia e contesto
La Crocifissione bianca è stata realizzata durante un periodo segnato dalla crescente persecuzione degli ebrei in Europa, in particolare dopo la Notte dei cristalli del 9-10 novembre 1938, un pogrom che segnò un'intensificazione delle violenze contro la popolazione ebraica in Germania e nei territori occupati dai nazisti. L'opera fu dipinta poco dopo questi eventi, e il suo contenuto riflette l'urgenza di denunciare la brutalità e l'intolleranza.
Chagall, che era nato a Vitebsk (nell'attuale Bielorussia) in una famiglia di fede ebraica, aveva vissuto in prima persona le difficoltà della sua comunità durante i pogrom russi. La sua esperienza di emigrazione e la sofferenza della sua gente durante la Seconda Guerra Mondiale sono alla base di questa creazione artistica, che non solo rappresenta la crocifissione di Gesù, ma la eleva a simbolo della sofferenza ebraica .

## Descrizione dell'opera
La Crocifissione bianca raffigura una crocifissione in cui Gesù è posto al centro della composizione, avvolto in uno scialle di preghiera ebraico (tallit), anziché nella tradizionale corona di spine. L'opera si distingue per l'uso predominante del bianco, simbolo di luce e speranza, ma anche di un mondo segnato dal dolore. La figura di Gesù sulla croce è circondata da una serie di scene che richiamano alla violenza e alla devastazione subita dal popolo ebraico, come le sinagoghe in fiamme, i villaggi distrutti e i pogrom .
Invece degli angeli, attorno alla croce appaiono figure di uomini e donne ebrei che esprimono disperazione, con le mani al volto e preghiere in cerca di redenzione. Una barca di profughi ebrei, che tenta di sfuggire alla violenza, aggiunge un ulteriore strato simbolico di fuga e speranza. Altri elementi, come la Menorah (il candelabro ebraico) e la Torah, richiamano la spiritualità ebraica, mentre l'iscrizione "INRI" (Iesus Nazarenus Rex Iudaeorum) appare sia in lettere gotiche rosse, richiamando l'antico odio nazista, sia in ebraico, come segno di appartenenza del Cristo al popolo ebraico .

## Significato
La Crocifissione bianca è una riflessione sulla condizione degli ebrei durante gli anni del nazismo e della Seconda Guerra Mondiale, ma anche una denuncia universale contro ogni forma di oppressione e violenza. Chagall, nella sua interpretazione, fonde il dolore cristiano con il martirio ebraico, rappresentando Gesù come un archetipo del martire ebreo perseguitato. Il quadro diventa così una denuncia contro l'odio etnico e religioso, e un grido contro tutte le forme di estremismo .
Il dipinto è anche una testimonianza della volontà di Chagall di mantenere viva la memoria delle atrocità, affinché non vengano dimenticate dalle future generazioni. In questo senso, la Crocifissione bianca assume una forte valenza simbolica, non solo come denuncia storica, ma come un appello a non ripetere gli errori del passato .

## Riconoscimenti e esposizioni
La Crocifissione bianca, essendo l'opera pittorica preferita di Papa Francesco, è stata scelta dal pontefice per essere esposta, per la prima volta in Italia, dal novembre 2024 al gennaio 2025, presso il Museo del Corso di Roma, nell'ambito di una mostra legata agli eventi preparatori per il Giubileo del 2025.